# Hexatoma sculleniana
Hexatoma sculleniana är en tvåvingeart som beskrevs av Alexander 1965. Hexatoma sculleniana ingår i släktet Hexatoma och familjen småharkrankar.
Artens utbredningsområde är Costa Rica. Inga underarter finns listade i Catalogue of Life.